# Mystaria decorata
Mystaria decorata es una especie de araña cangrejo del género Mystaria, familia Thomisidae.

## Distribución
Esta especie se encuentra en África Oriental.

## Taxonomía
Fue descrita por Lessert en 1919.
Tratamiento taxonómico
La especie aparece registrada y publicada en Araignées du Kilimandjaro et du Mérou (suite). 3. Thomisidae. Revue Suisse de Zoologie 27(5): 99–234, pl. 2.